# Condado de Lucas (Iowa)
O Condado de Lucas é um dos 99 condados do estado norte-americano de Iowa. A sede do condado é Chariton, que é também a sua maior cidade. O condado tem uma área de 1124 km² (dos quais 9 km² estão cobertos por água), uma população de 9422 habitantes, e uma densidade populacional de 8 hab/km² (segundo o censo nacional de 2000). O condado foi fundado em 1851 e recebeu o seu nome em homenagem a Robert Lucas (1781–1853), governador do Ohio (1832-1836) e governador do Território do Iowa (1838-1841).